# Långgölen, Blekinge
Långgölen är en sjö i Ronneby kommun i Blekinge och ingår i Nättrabyån-Ronnebyåns kustområde. Sjön är 2,8 meter djup, har en yta på 0,035 kvadratkilometer och befinner sig 109 meter över havet.